# Schiessrothried
Le Schiessrothried est un petit lac du versant alsacien des Vosges, d'origine glaciaire. Ses eaux rejoignent la Fecht par un petit affluent gauche, le Wormsabachrunz.
Au pied du Hohneck, il n'était à l'origine qu'une tourbière surcreusée et devint réellement un lac par l'édification d'un petit barrage fort discret, ce qui fait croire à beaucoup qu'il est d'origine naturelle.
L'objectif du barrage était de réguler le flot des eaux vers les usines de textile et les scieries de la vallée de Munster, dont la plupart étaient alimentées en électricité de façon autonome.
Le lac est bordé de nombreux sentiers de randonnée jalonnés par le Club vosgien.

## Barrage

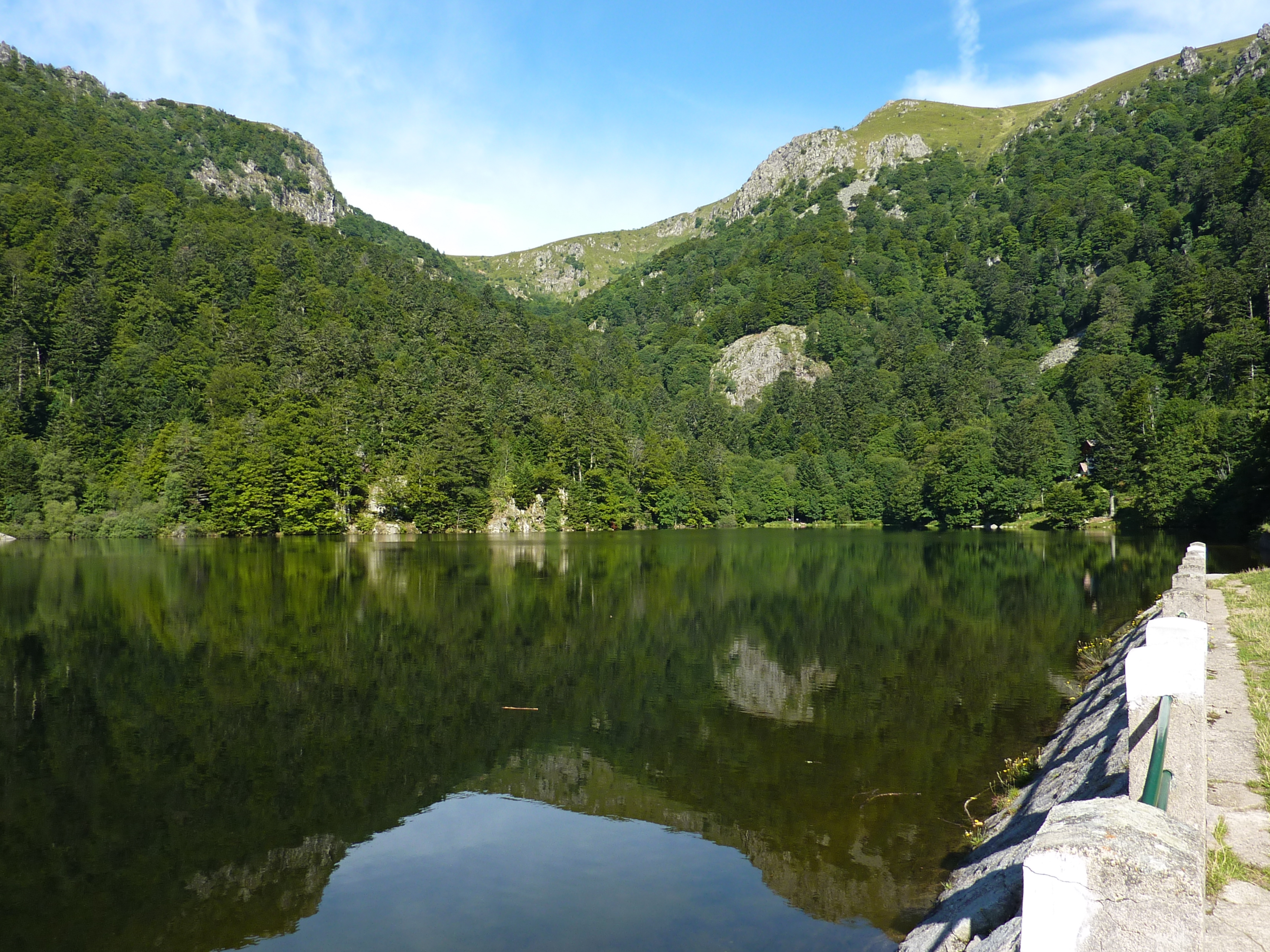
Au pied du Petit Hohneck.

Le barrage du Schiessrothried constitue un ouvrage de classe C au sens des dispositions de l’article R.214-112 du code de l’environnement.
Cet ouvrage, construit dans les années 1887 à 1893 sur le Wormsabachrunz, est de type barrage-poids en remblai, constitué d’une digue composite en terre avec masque amont en maçonnerie.
La hauteur maximale de l’ouvrage au-dessus du terrain naturel est de 12,50 mètres. La crête, située à l'altitude de 930 mètres, a une longueur de 150 mètres et une épaisseur de 6 mètres.

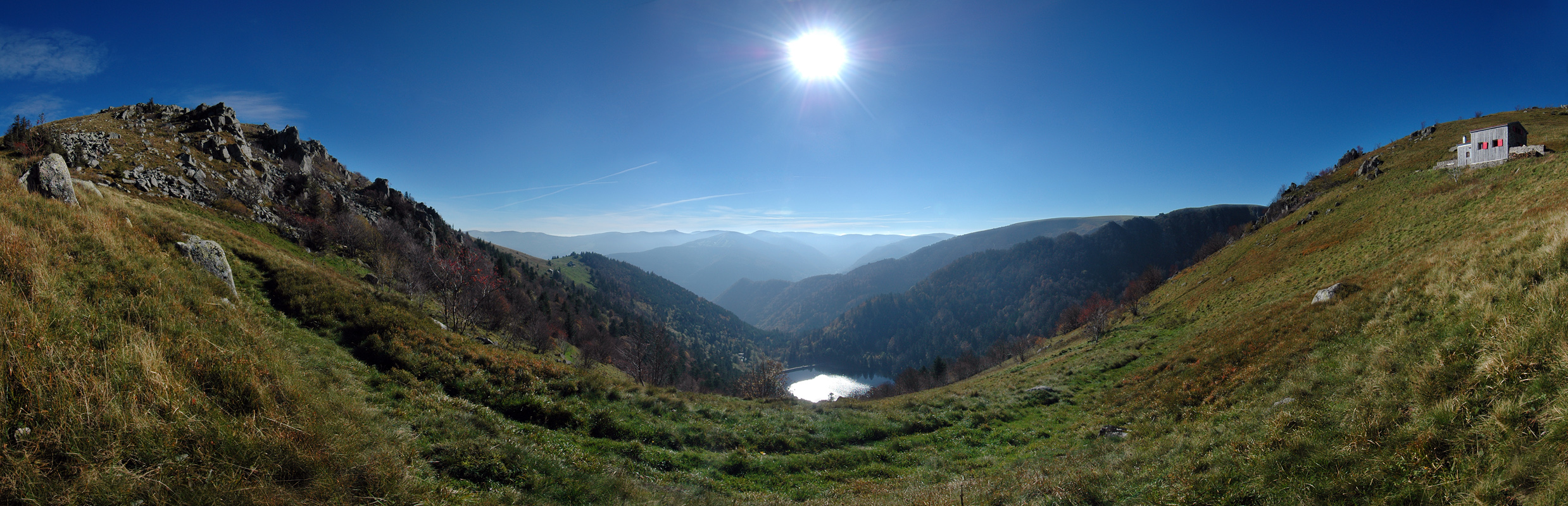
Le lac vu de Schaeferthal, entre le Petit Hohneck à gauche et le Hohneck à droite.